# Georgi Petkow (Fußballspieler)
Georgi Stojanow Petkow (bulgarisch Георги Стоянов Петков, wiss. Transliteration Georgi Stojanov Petkov; * 14. April 1976 in Pasardschik) ist ein bulgarischer Fußballtorhüter.

## Karriere
Er begann seine Karriere beim FC Hebar Pasardschik (bulg. Хебър Пазарджик) und kam 2001 über Slawia Sofia zu Lewski Sofia.
Bei Lewski war er bis dem Europaleagespiel am 30. September 2011 gegen Sporting Lissabon die unumstrittene Nummer 1 und spielte 2005/06 in der UEFA Champions League, schied mit seinem Verein aber schon in der Vorrunde aus. Nach dem Spiel in Lissabon, das von Lewski mit 5:0 verloren wurde, wurde er als Hauptschuldiger gesehen und vom Kader aussortiert. Im Januar 2011 konnte er sein Vertrag bei Lewski einvernehmlich auflösen und wechselte in der Winterpause der Saison 2010/11 zum zypriotischen Enosis Neon Paralimni. Im Sommer 2012 kehrte er zu Slawia zurück, wo er seit 2015 ins zweite Glied rückte, aber immer wieder – auch mit über 45 Jahren – vereinzelt zum Einsatz kam.

## Nationalmannschaft
Georgi Petkow kam 1998 zu seinen ersten Einsätzen in der Nationalmannschaft Bulgariens und bestritt bis 2018 insgesamt neunzehn Spiele.

## Erfolge
- Bulgarischer Meister: 2009